# Гюстав Доре
 Тази статия е за френския художник.  За диригента вижте Гюстав Доре (диригент).  
Гюста̀в (или Густа̀в) Дорѐ (на френски: Gustave Doré) е френски художник, илюстратор и гравьор. Доре е наричан велик илюстратор на XIX век заради ненадминатата игра на светлосенки в графиките си.

## Биография и творчество
Роден е на 6 януари 1832 г. в Страсбург. Бащата на Гюстав, Пиер-Луи-Христофор Доре, е строител на мостове. На 10-годишна възраст прави илюстрации към „Божествена комедия“ на Данте. През 1847 г. Доре заедно с майка си се мести в Париж, където е приет в лицея Карл Велики. В Париж младият художник представя на главния редактор на „Журнал пур рир“ свои илюстрации на подвизите на Херкулес и е приет като сътрудник. Албум с литографии „Подвизите на Херкулес“ е публикуван през същата 1847 година.
Доре така и не получава художествено образование, но прекарва времето си в Лувъра и в Националната библиотека, изучавайки картини и гравюри. Любопитна подробност е, че художникът е делял работния си ден на три части: утрото е посвещавал на графиката, обедно време се е занимавал с живопис, а вечер – отново с графика. През 1848 година художникът става участник в салона, където излага на показ своите работи. След 4 години той прекъсва своите отношения с журналистите. По това време Доре се занимава с оформлението на булевардни издания.
През 1854 година се появяват илюстрациите към „Гаргантюа и Пантагрюел“ и излиза албум с литографии „Парижки зоопарк“. През 1855 година излизат рисунки към „Шегаджийски разкази“ на Балзак. През 1860 година излизат илюстрации към „Ад“ и „Рай“ на Данте, към приказките на Шарл Перо, към „Приключенията на барон Мюнхаузен“ и към „Дон Кихот“. През 1870 година Доре изпълнява цикъла гравюри „Версай и Париж“, а също така оформя издание по история на Лондон и Испания.
Доре създава гравюри-илюстрации към книги на Рабле, Балзак, Данте, Байрон, илюстровано английско издание на Библията, Едгар Алън По, Самюъл Колридж, Джон Милтън, Алфред Тенисън, както и към няколко приказки.
Умира на 23 януари 1883 г. в Париж. Погребан е в гробището Пер Лашез.

## Илюстрации
| Година | Автор                 | Произведение                                         |
| ------ | --------------------- | ---------------------------------------------------- |
| 1861   | Данте Алигиери        | Божествена комедия                                   |
| 1862   | Готфрид Аугуст Бюргер | Пътешествията на Мюнхаузен в Русия и Санкт Петербург |
| 1862   | Шарл Перо             | Приказки                                             |
| 1863   | Мигел де Сервантес    | Дон Кихот                                            |
| 1866   | различни автори       | Библия                                               |
| 1866   | Жан дьо Лафонтен      | Басни                                                |
| 1866   | Джон Милтън           | Изгубеният рай                                       |
| 1866   | Самюъл Тейлър Колридж | Балада за стария моряк                               |
| 1879   | Лудовико Ариосто      | Бесният Орландо                                      |
| 1884   | Едгар Алан По         | Гарванът                                             |

## Галерия
- Данте и Беатриче в Рая
- Дон Кихот и Санчо Панса
- Корица към Приказките от Шарл Перо
- Червената шапчица
- Котаракът в чизми
- Синята брада
- Спящата красавица
- Пепеляшка